# Sacculosia isaralis
Sacculosia isaralis är en fjärilsart som beskrevs av Felder och Alois Friedrich Rogenhofer 1875. Sacculosia isaralis ingår i släktet Sacculosia och familjen Crambidae. Inga underarter finns listade i Catalogue of Life.